# Laura López Valle
Laura López Valle (Valladolid, 24 d'abril de 1988) és una nedadora de natació sincronitzada espanyola, guanyadora d'una medalla olímpica.
Va participar, als 20 anys, en els Jocs Olímpics d'Estiu de 2008 realitzats a Pequín (República Popular de la Xina), on va aconseguir guanyar la medalla de plata en la prova per equips de natació sincronitzada.
Al llarg de la seva carrera ha guanyat una medalla de bronze en el Campionat del Món de natació i una medalla d'or en el Campionat d'Europa de natació.